# Vera Teltz
Vera Teltz (* 1971) ist eine deutsche Synchronsprecherin und Schauspielerin sowie Hörspiel- und Hörbuchsprecherin.

## Leben und Wirken
Vera Teltz absolvierte eine Ausbildung im Theater der Keller in Köln und machte ihren Abschluss 1998 mit Auszeichnung.

## Filmografie (Auswahl)
Fernsehfilme
- 1998: Tatort: Manila
- 1999: Sk Babies
- 1999: Die Wache
- 2000: Aus gutem Haus
- 2002: Die Sketch Show – durchgehende Hauptrolle
- 2002: Großstadtrevier
- 2003: Hausmeister Krause
- 2003: Die Anrheiner
- 2005: Im Namen des Gesetzes
- 2010: Sohnemänner
- 2012: Danni Lowinski
- 2012: Kommissar Stolberg
- 2012: Mord in den Dünen
- 2013: Großstadtrevier
- 2014: Rentnercops
- 2015: Chuzpe – Klops braucht der Mensch!
- 2015: SOKO Köln

## Synchronisationen (Auswahl)
Naomie Harris
- 2006: als Tia Dalma in Pirates of the Caribbean – Fluch der Karibik 2
- 2007: als Tia Dalma in Pirates of the Caribbean – Am Ende der Welt
- 2012: als Eve Moneypenny in James Bond 007: Skyfall
- 2015: als Eve Moneypenny in James Bond 007: Spectre
- 2021: als Eve Moneypenny in James Bond 007: Keine Zeit zu sterben
- 2021: als Frances Barrison / Shriek in Venom: Let There Be Carnage

Alicia Keys
- 2006: als Georgia Sykes in Smokin’ Aces
- 2007: als Lynette in Nanny Diaries
- 2008: als June Boatwright in Die Bienenhüterin

Maggie Q
- 2007: als Mai Lihn in Stirb langsam 4.0
- 2014: als Tori Wu in Die Bestimmung – Divergent
- 2015: als Tori Wu in Die Bestimmung – Insurgent

Marsha Thomason
- 2007–2009: als Naomi Dorrit in Lost
- 2011–2015: als Diana Barrigan in White Collar
- 2017–2023: als Nicole Dechamps in Navy CIS: L.A.

Lake Bell
- 2008: als Megan Egan in Das Gesetz der Ehre
- 2009: als Agness in Wenn Liebe so einfach wäre
- 2011: als Sally Heep in Practice – Die Anwälte

Rosemarie DeWitt
- 2012: als Abby in The Watch – Nachbarn der 3. Art
- 2012: als Alice in Promised Land
- 2022: als Candace Zamperini in The Staircase

Carrie Coon
- 2018: als Proxima Midnight in Avengers: Infinity War
- 2019: als Proxima Midnight in Avengers: Endgame
- 2021: als Proxima Midnight in What If…?

Ming-Na Wen
- 2019–2020: als Fennec Shand in The Mandalorian
- 2021, 2024: als Fennec Shand in Star Wars: The Bad Batch
- 2021: als Jasmine in Pretty Smart

Christine Baranski
- 2008: als Tanya in Mamma Mia!
- 2018: als Tanya Chesham-Leigh in Mamma Mia! Here We Go Again

Noomi Rapace
- 2012: als Elizabeth Shaw in Prometheus – Dunkle Zeichen
- 2012: als Isabelle James in Passion

Jennifer Hale
- 2012–2014, 2020: als Aayla Secura in Star Wars: The Clone Wars (2. Stimme, Staffel 5–7)
- 2019: als Aayla Secura in Star Wars: Der Aufstieg Skywalkers

### Filme
- 2004: Ai Kobayashi als Deunan Knute in Appleseed
- 2008: Emily Mortimer als Jessie in Transsiberian
- 2008: Susie Essman als Mittens in Bolt – Ein Hund für alle Fälle
- 2009: Maggie Gyllenhaal als Jean Craddock in Crazy Heart
- 2010: Helena Bonham Carter als Rote Königin/ Iracebeth von Crims in Alice im Wunderland
- 2010: Lucy Punch als Charmaine in Ich sehe den Mann deiner Träume
- 2010: Tina Fey als Roxanne Ritchi in Megamind
- 2010: als Rita in Sammys Abenteuer – Die Suche nach der geheimen Passage
- 2012: Jane Lynch als Sergeant Calhoun in Ralph reichts
- 2013: Michelle Rodríguez als Cara in Turbo – Kleine Schnecke, großer Traum
- 2014: Maya Rudolph als Cass in Baymax – Riesiges Robowabohu
- 2015: Jennifer Jason Leigh als Daisy Domergue in The Hateful Eight
- 2016: Paula Patton als Garona in Warcraft: The Beginning
- 2016: Sheridan Smith als Mrs. Bromwyn in The Huntsman & The Ice Queen
- 2016: Anna Vocino in Batman: The Killing Joke als Jeannie
- 2016: Vanessa Marshall in Batman: Bad Blood als Renee Montoya
- 2017: Gugu Mbatha-Raw als Plumette in Die Schöne und das Biest
- 2017: Leah Remini als Joan in Manhattan Queen
- 2021: Tig Notaro als Marianne Peters in Army of the Dead
- 2023: Indira Varma als DIA-Vertreterin in Mission: Impossible – Dead Reckoning Teil Eins
- 2024: Yvette Nicole Brown als Coach Roberts in Alles steht Kopf 2

### Serien
- 2006: Atsuko Tanaka als Karula in Utawarerumono
- 2006–2007: Larisa Oleynik als Icy (2. Stimme) in Winx Club
- 2007: Urara Takano als Marller in Oh! My Goddess
- 2007: Grey Griffin als Oyuki in Afro Samurai
- 2008/2012: Justine Bateman als Ellie Leonard in Desperate Housewives
- 2008–2014/2020: Adrienne Wilkinson als Die Tochter in  The Clone Wars
- 2008–2014: Pamela Adlon als Marcy Runkle in Californication
- 2009: Aisha Hinds als Bo Cowler in Prison Break
- 2009–2013: Amy Jo Johnson als Julianna „Jules“ Callaghan Braddock in Flashpoint – Das Spezialkommando
- 2009–2015: Robin Tunney als Teresa Lisbon in The Mentalist
- 2010–2015: Jane Adams als Tanya Skagle in Hung – Um Längen besser
- 2011–2021: Shanola Hampton als Veronica Fisher in Shameless
- 2012: Lara Pulver als Irene Adler in Sherlock
- 2012–2014: Rashida Jones als Ann Perkins in Parks and Recreation
- 2012–2015: Taraji P. Henson als Detective Joss Carter in Person of Interest
- 2013: Jaime Pressly als Tammy in Two and a Half Men
- 2013–2015: Shawnee Smith als Jennifer Goodson in Anger Management
- 2014–2017: Clara Paget als  Anne Bonny in Black Sails
- seit 2014: Ashley Jensen als Agatha Raisin in Agatha Raisin
- 2015: Nadia Dajani als Marie Prower in 2 Broke Girls
- 2016–2019: Hayley McElhinney als Penny in The Heart Guy

## Theaterengagements (Auswahl)
- Staatstheater Braunschweig
- Maxim Gorki Theater Berlin
- Volkstheater Rostock
- Stadttheater Eisenach

## Hörbücher und Hörspiele (Auswahl)
- 2008: Totenstarre von Mark Nykanen (Audible)
- 2009: Der Fallensteller von Mark Nykanen (Audible)
- 2009: Hardcore Angel von Christa Faust (Argon Verlag)
- 2009–2013: Dark Ones von Katie MacAlister (Buchserie, Folgen 1–10, Argon Verlag)
- 2009: Küsst du noch oder beißt du schon? von Katie MacAlister (Argon Verlag)
- 2009: Kein Vampir für eine Nacht von Katie MacAlister (Argon Verlag)
- 2010–2014: Immortals After Dark von Kresley Cole (Buchserie, Folgen 1–11, Audible)
- 2013–2016: Rebekka-Holm-Reihe von Julie Hastrup (5 Bücher, Audible)
- 2013–2015: Jimm-Juree-Reihe von Colin Cotterill (3 Bücher, der Hörverlag)
- 2013: Darkest Powers von Kelley Armstrong (Buchserie, Folgen 1–3, Audible)
- 2013: Amokspiel: Das Hörspiel von Sebastian Fitzek
- 2014: Das Seelenhaus von Hannah Kent (Hörbuch Hamburg)
- 2015: Du bist mein Tod von Claire Kendal (Hörbuch Hamburg)
- 2015: Six Degrees, Hörspiel von M. J. Arlidge
- 2016: Locke und Key, Hörspiel, von Joe Hill, Gabriel Rodriguez
- 2016: Stiller Hass von Julie Hastrup
- 2016: Playground: Leben oder Sterben von Lars Kepler (Osterwold)
- 2016: Stirb leise mein Engel von Andreas Götz
- 2017: Der Report der Magd von Margaret Atwood (Osterwold)
- 2017: Hirngespenster von Ivonne Keller (Audible)
- 2017: Die Ferienbande und der krass üble Rächer (Teil 3: Rückschlag)
- 2017: Murder Park von Jonas Winner (mit anderen Sprechern, Random House)
- 2018–2021: Tee? Kaffee? Mord! von Ellen Barksdale (Buchserie, Folgen 1–31, Lübbe Audio)
- 2018–2020: Jane-Hawk-Reihe von Dean Koontz (3 Bücher, HarperCollins / Lübbe Audio)
- 2018: So bitter die Rache von Eric Berg (Random House)
- 2018: Death Note – Folge 2: Kollateralschaden (Hörspielserie, nach der Mangaserie von Tsugumi Ōba und Takeshi Obata), Lübbe Audio, ISBN 978-3-7857-5772-7
- 2019: Gina-Angelucci-Reihe von Inge Löhnig (2 Romane, Hörbuch Hamburg)
- 2019: Golden Cage von Camilla Läckberg (Hörbuch Hamburg)
- 2019: Die Zeuginnen von Margaret Atwood (mit anderen Sprechern, Piper / Hörbuch Hamburg)
- 2020: Endling – Die Suche beginnt von Katherine Applegate (Sauerländer audio)
- 2020: Endling – Weggefährten und Freunde von Katherine Applegate (Sauerländer audio)
- 2021: Endling – Die neue Zeit von Katherine Applegate (Argon Verlag)
- 2021: Stay away from Gretchen: eine unmögliche Liebe von Susanne Abel (dtv, DE: Platin (Hörbuch-Award))[1]
- 2022: Die Toten von Fehmarn von Eric Berg (Random House Audio)
- 2023: WER DIE HÖLLE KENNT von Leigh Bardugo, Argon Verlag, ISBN 978-3-7324-5982-7 (Hörbuch-Download, Band 2 der Serie „Alex Stern Reihe“)
- 2024: Des Henkers letzte Mahlzeit von Ellen Barksdale, Lübbe Audio, ISBN 978-3-7540-0645-0 (Hörbuch-Download, Teil 28 der Serie „Nathalie Ames ermittelt“)
- 2025: Im Tal des Todes von Ellen Barksdale, Lübbe Audio, ISBN 978-3-7540-1565-0 (Hörbuch-Download)
- Was ich nie gesagt habe von Susanne Abel (dtv, DE: Gold (Hörbuch-Award))